# (129564) Кристи
(129564) Кристи (предварительное обозначение 1997 ER40) — астероид главного пояса.

## Общие сведения
(129564) Кристи — астероид главного пояса. Он был обнаружен американским астрономом Марком Буйе 7 марта 1997 года на станции Андерсон-Меса обсерватории Лоуэлла. Орбита астероида характеризуется большой полуосью 2,67 а. е., эксцентриситетом 0,079 и наклонением 14,33° относительно эклиптики.
Астероид был назван в честь американского астронома Джеймса Кристи, родившегося в 1938 году, который в течение нескольких лет был сотрудником Военно-морской обсерватории США и известен как первооткрыватель Харона, крупнейшего спутника Плутона.